# Heinzerath
Heinzerath ist ein Dorf und Ortsbezirk im Norden der verbandsfreien Gemeinde Morbach im Hunsrück in Rheinland-Pfalz. Er hat etwa 320 Einwohner (2019).

## Geografie
Heinzerath liegt zwischen den Morbacher Ortsteilen Elzerath, Merscheid und Rapperath.
Weiter nördlich liegt die Gemeinde Gornhausen. Am Ort fließt der Heinzerbach vorbei in die Dhron. Zu Heinzerath gehören auch die Weiler Brieschmühle und Mergenermühle.

## Geschichte
Heinzerath wurde erstmals im Jahre 1315 urkundlich erwähnt.
Das Linke Rheinufer wurde 1794 im ersten Koalitionskrieg von französischen Revolutionstruppen besetzt. Von 1798 bis 1814 war Heinzerath ein Teil der Französischen Republik (bis 1804) und anschließend des Napoleonischen Kaiserreichs, zugehörig dem Saardepartement. Auf dem Wiener Kongress (1815) kam die Region an das Königreich Preußen, der Ort wurde 1816 dem Regierungsbezirk Trier, Bürgermeisterei Morbach (ab 1927 Amt Morbach, ab 1968 Verbandsgemeinde Morbach) zugeordnet.
Nach dem Ersten Weltkrieg gehörte das Gebiet zum französischen Teil der Alliierten Rheinlandbesetzung. Nach dem Zweiten Weltkrieg wurde Heinzerath innerhalb der französischen Besatzungszone Teil des damals neu gebildeten Landes Rheinland-Pfalz.
Am 31. Dezember 1974 wurde aus der bis dahin eigenständige Ortsgemeinde Heinzerath mit zu diesem Zeitpunkt 274 Einwohnern und den anderen 18 Ortsgemeinden der Verbandsgemeinde Morbach die verbandsfreie Gemeinde Morbach (Einheitsgemeinde) gebildet.

## Politik

### Ortsbezirk
Heinzerath ist gemäß Hauptsatzung einer von 19 Ortsbezirken der Gemeinde Morbach. Er wird politisch von einem Ortsbeirat und einem Ortsvorsteher vertreten.
Der Ortsbeirat von Heinzerath besteht aus fünf Mitgliedern, die bei der Kommunalwahl am 9. Juni 2024 in einer Mehrheitswahl gewählt wurden, und dem ehrenamtlichen Ortsvorsteher als Vorsitzendem.
Arno Wilbert wurde am 3. September 2024 Ortsvorsteher von Heinzerath. Bei der Direktwahl am 9. Juni 2024 war er als einziger Bewerber mit einem Stimmenanteil von 84,62 % für fünf Jahre gewählt worden.
Sein Vorgänger Friedhelm Schlarp hatte das Amt seit 2004 ausgeübt und kandidierte bei der Wahl 2024 nicht erneut.

### Wappen
Das Wappen von Heinzerath zeigt in der oberen Hälfte zwei gekreuzte Rodehacken auf silbernem Grund, darunter zwei aufrechte goldene Schlüssel auf rotem Grund. Die Rodehacken weisen klingend auf die Endsilbe im Namen des Ortes hin, die Schlüssel als Insignien des Hl. Petrus auf den Patron der kleinen Kirche des Ortes.

## Sehenswürdigkeiten
Ortsbildprägend sind neben der katholischen Kirche St. Peter und Paul zwei Schulhäuser aus zwei Jahrhunderten und viele Bauernhäuser aus dem 19. Jahrhundert.
Teile der Kirche stammen aus dem 14. Jahrhundert.
Vor der Kirche stehen zwei markante Lindenbäume.
Das Wasserwerk des Ortes wurde 1908 im Jugendstil errichtet und in neuerer Zeit renoviert.

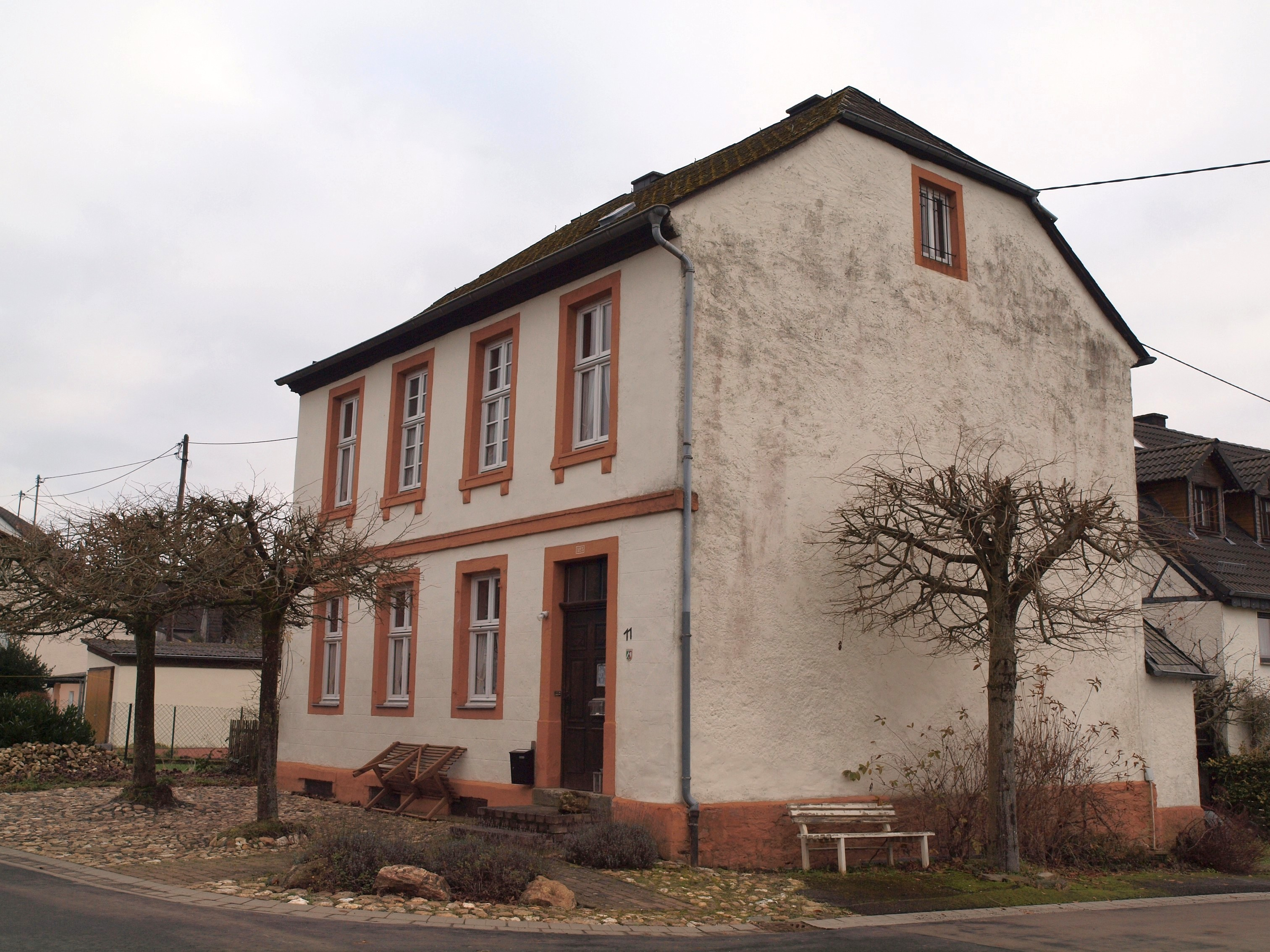
Altes Schulhaus 1
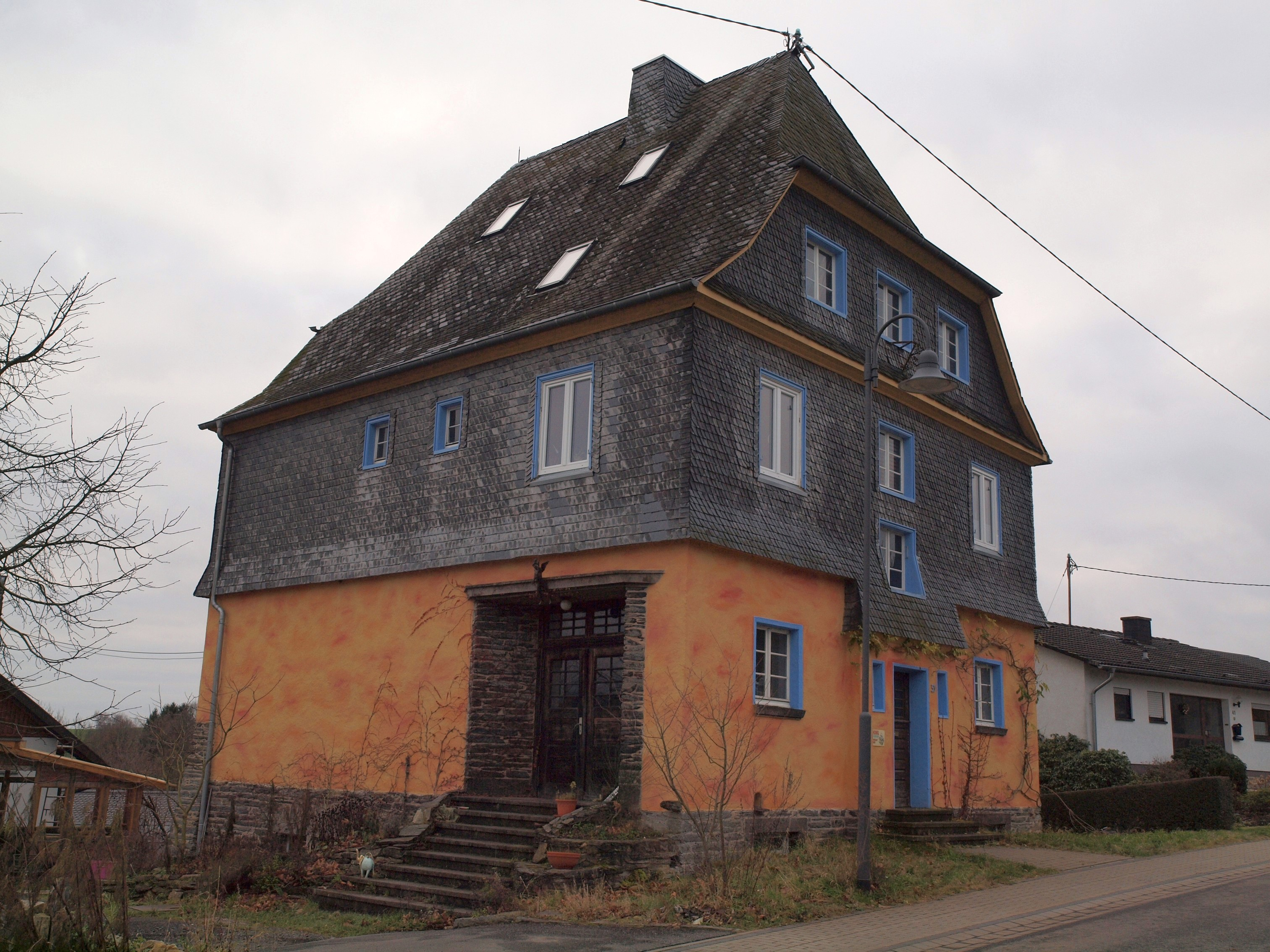
Altes Schulhaus 2
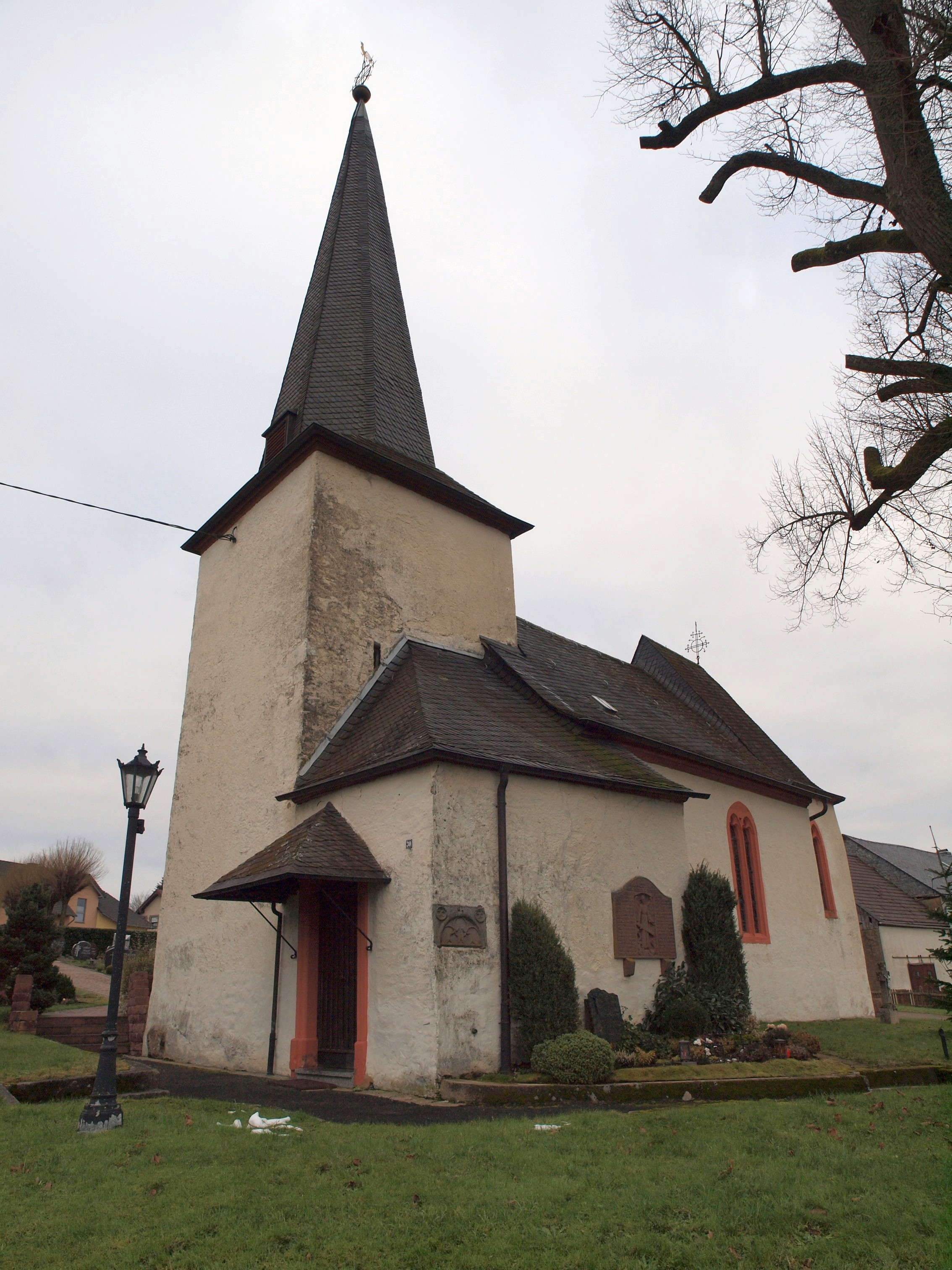
Kirche St. Peter und Paul

## Verkehr
Die nächstgelegenen Bundesstraßen sind die B 269 und die B 327 (Hunsrückhöhenstraße).